# Японский комитет промышленных стандартов
Японский комитет промышленной стандартизации (яп. 日本工業標準調査会 Нихон ко:гё: хё:дзюн тё:сакай), международное название Japanese Industrial Standards Committee (JISC) — объединённая национальная система промышленной стандартизации. Она начала функционировать с основанием JESC (Japanese Engineering Standards Committee) в 1921 году. В 1949 году был провозглашён Закон о промышленной стандартизации, и JESC был реорганизован согласно этому закону. Тогда же он был переименован в JISC и приобрёл новые функции. Теперь это стала уполномоченная правительством организация, которая способствовала разработке новых японских промышленных стандартов (JIS), а также была ответственна за соответствующую маркировку на продукции.
Комитет состоит из Совета и двух подчиняющихся ему коллегий. В коллегиях есть технические комиссии, в которые в качестве членов входят все заинтересованные организации (производители, потребители, продавцы и академические круги). Утверждённые стандарты покрывают все сферы кроме лекарств, сельскохозяйственных удобрений и культур (эти сферы регулируются другими законами). JISC является действующим членом ИСО.